# Мелнишка гръцка община
 Тази статия е за гръцкото сдружение.  За българското вижте Мелнишка българска община.  
Мелнишката гръцка община (на гръцки: Κοινότητα Μελενίκου) е гражданско-църковно сдружение на православните гърци в Мелник, Османската империя, съществувало до 1913 година, когато е закрито от новите български власти.

## История
В края на XVIII и началото на XIX век Мелник става важен търговски център в Източна Македония с развити занаяти, като основно занятие на жителите му е лозарството и винарството. Съответно еснафските организации започват да играят важна социална роля. В 1813 година е приет уставът на Мелнишката община, наречен „Система или разпореждания“. Той е подписан от 51 търговци, които представляват мелничани и шест еснафа. Уставът е утвърден от митрополит Антим II Мелнишки. Уставът показва какви са правомощията на общината - те се простират както в областта на духовния, така и в социалния живот. Тя се занимава с религиозна и хуманитарна дейност, поддържа образователните процеси има финансови и правораздавателни правомощия. Тримата епитропи и тримата ефори на общината се избират на ежегодно събрание на „двадесет благоразумни и разсъдливи братя от всички класи“. Те от своя страна избират епитропи на църквите в отделните махали. Общинската управа се отчита всяка година пред общото събрание. Печатът на общината е троен, като всеки от тримата епитропи има една част, и се слага върху всички общински документи. Статутът на общината регламентира задълженията на епитропите и ефорите - уреждане на общинската собственост, организиране на църковната дейност, поддържане на две училища, подпомагане на бедни, болни и нуждаещи се, поддържане на общинската каса и водене на счетоводство.